# Stadmania excelsa
Stadmania excelsa är en kinesträdsväxtart som beskrevs av René Paul Raymond Capuron. Stadmania excelsa ingår i släktet Stadmania och familjen kinesträdsväxter. Inga underarter finns listade i Catalogue of Life.